# إيليا كالاتشيف
إيليا كالاتشيف (بالروسية: Калачёв, Илья Андреевич)‏ هو لاعب كرة قدم روسي، ولد في 18 يناير 2000 في سامارا في روسيا. لعب مع توم تومسك ودينامو موسكو.

## وصلات خارجية
- إيليا كالاتشيف على موقع قاعدة بيانات كرة القدم.إي يو (الإنجليزية)
- إيليا كالاتشيف على موقع Soccerway.com (الإنجليزية)
- إيليا كالاتشيف على موقع عالم كرة القدم.نت (الإنجليزية)